# Anschreiben
Ein Anschreiben ist allgemein ein formelles Schreiben an eine Person oder Institution.
Von einem Anschreiben wird speziell dann gesprochen, wenn es Teil einer Anzahl von Schriftstücken („Anlagen“) ist. Das Anschreiben ist dabei persönlich an den Empfänger gerichtet und enthält eine Liste der Anlagen. Diese sind häufig Drucksachen oder Reproduktionen und enthalten keine persönliche Anrede.
Ein Anschreiben kann auch ein Teil einer Bewerbung für eine Arbeitsstelle sein. Im Anschreiben stellt sich der oder die Bewerbende kurz vor und legt unter Anführung von individuellen Qualifikationen und Fähigkeiten dar, warum er/sie eingestellt werden möchte und sich für die ausgeschriebene Stelle beworben hat.